# Vergißmeinnicht (cantate)
Pour les articles homonymes, voir Vergiss mein nicht.
Vergißmeinnicht, WAB 93, est une cantate composée par Anton Bruckner en 1845.

## Historique
Lors de son séjour à Kronstorf, Bruckner composa en 1845, la première version de cette cantate, intitulée Musikalischer Versuch nach dem Kammer-Styl (« Essai musical en style de musique de chambre »), qu'il signa en tant que Candidatus (« candidat ») pour son Lehrbefähigungsprüfung (« agrégation d'instituteur »),. L'examen d'agrégation, qui s'est tenu à Linz les 27 et 28 mai 1845, fut un succès.
Une deuxième version, légèrement modifiée,, fut ensuite dédicacée à Alois Knauer, le curé de la paroisse de Kronstorf. Cette version a été exécutée le 21 juin 1845 (fête du nom de Knauer) ou la veille au soir.
La troisième version, intitulée Vergißmeinnicht (« Ne m'oubliez pas »), a été adressée à Friedrich Mayer, qui était à l'époque prébendier et maître de chapelle de l'abbaye de Saint-Florian, pour lui rappeler sa promesse de procurer à Bruckner un emploi à l'abbaye après l'obtention de son agrégation d'instituteur. Mayer comprit le message et engagea Bruckner. On ignore quand cette version a été exécutée,.
Les manuscrits des première et deuxième versions sont stockés à l'Österreichische Nationalbibliothek. Le manuscrit de la troisième version est stocké dans les archives de l'Abbaye de Saint-Florian. Un fac-similé de la troisième version a été d'abord édité dans le Volume I, pp. 286-300 de la biographie Göllerich/Auer.
Les trois versions de la cantate sont éditées dans le Volume XXII/1, no 1 de la Bruckner Gesamtausgabe.

## Texte
L'œuvre est basée sur les onze strophes du poème Die Mutter und ihr Kind (« La mère et son enfant ») de W. Dobelbaur.
| Es blühten wunderschön auf der Aue, Der Blumen viele, rothe und blaue, Weiße und gelbe, und zwischen sie hin Wogte das Gras in dem lockendsten Grün. Der Knabe saß hold auf der Mutter Schooß, Und bat: „Lieb' Mütterchen! Bin ja so groß, Laß' mich doch unter die Blümlein springen, Möcht' gern bey ihnen mein Liedchen singen!“. „So spring' hinunter, – die Mutter jetzt sprach, – Du liebe Unruh, du lässt doch nicht nach, Nur komm' bald wieder, süß Büblein, du! So hüpf' und singe dein Liedchen dazu!“ Sie küsste den Knaben herzlich, der munter Sprang den kleinen Hügel hinunter, Sein Liedchen bald sang im schattigen Thal, Jubelnd; „jetzt hab' ich Alles zumal!“ Herüber, hinüber schwebte sein Lauf, Es rief die Mutter: „bring Blumen herauf, Vergiß nicht die Blümchen, hellblau und klein, Sie werden dort unten am Bächlein seyn!“ Die Mutter erfreute das freudige Schweben Des kleinen Engels im Blütenleben, Sie betete dankbar und eingedenk, Der Knabe sey des Himmels Geschenk. Es küssten die Blumen des Knaben Mund, Sie nickten ihm zu im zierlichsten Rund, Er legte sich müd' ins Dichte hinein, Und lispelte: „Süß will ich schlafen ein.“ Verborgen unter blumiger Hülle, Entschlummert' der Kleine bald sanft und stille; – Die Mutter rief, doch immer vergebens, „Wo ist mein Kindlein? Herr meines Lebens?!“ Sie eilt laut jammernd hinunter in's Thal Rief bebend dem Liebling wohl hundertmal, Schrie herzzerreißend, – im quälendsten Drange – Da sah sie – ein schillernde Schlange! Die ringelt' und raschelt' im Grase fort, Kaum athmend durchspäht die Mutter den Ort, – Ein Schrey des Entsetzens aus ihrer Brust – Und sie sank dahin, sich nimmer bewusst. Wie welkt ein Blümchen im Morgenroth, So lag ihr Liebling, der Holde, todt! Ein schmerzlich' Lächeln im bleichen Gesicht; Fest hielt sein Händchen – Vergiß mein nicht. | Dans la prairie fleurissaient joliment De nombreuses fleurs, rouges et bleues, Blanches et jaunes, et parmi elles L'herbe ondulait en un vert attrayant. Le garçon était assis sur les genoux de sa mère Et lui demanda : « Chère maman ! Je suis déjà grand, Laisse-moi aller sauter parmi les petites fleurs, J'aimerais leur chanter ma chansonnette ! ». « Allez, va sauter, – répondit la mère, – Petit impatient, tu n'arrêteras pas de le demander, Mais reviens vite, mon petit garçon ! Vas-y, saute et chante ta chansonnette ! » Elle embrassa tendrement le garçon, qui sauta Gaiement vers le bas de la petite colline, Et chanta sa chansonnette dans la vallée ombreuse, Jubilant ; « Maintenant, j'ai tout ce que je veux ! » Il courut de bas en haut, et de haut en bas, La mère appela : « Apporte des fleurs, N'oublie pas les petites fleurs bleu clair, Tu en trouveras le long du ruisseau ! » La mère jouissait de la course joyeuse De son petit ange parmi les fleurs, Elle pria avec profonde reconnaissance, Que le garçon était un don du ciel. Les fleurs embrassaient la bouche du garçon, Elle se penchaient vers lui en une ronde gracieuse, Il se coucha fatigué parmi elles, Et chuchota : « Je vais faire un petit somme. » Caché sous le couvert des fleurs, Le petit s'endormit bientôt doucement en silence ; – La mère appela plusieurs fois, mais en vain, « Où est mon petit enfant, Seigneur de ma vie ? » Elle se précipita en se lamentant vers la vallée, Appelant toute tremblante cent fois son petit amour, Cria déchirée, – en torturante insistance – Elle vit là – un serpent chatoyant ! Il se pelotonnait dans l'herbe et s'en allait froissant, Respirant difficilement la mère scruta l’endroit, – Un cri d'horreur sortit de sa poitrine, – Et elle s'écroula, inconsciente. Comme une petite fleur fanée à l'aube, Ainsi son petit amour était couché, mort ! Avec un sourire douloureux dans sa pâle figure, Il tenait fermement dans sa petite main – des « Ne m'oubliez pas ». |

## Composition
La cantate en ré majeur est conçue pour chœur mixte à huit voix, solistes et piano. L'œuvre de 149 mesures est en sept parties, :
1. Eingangschor : « Es blühten wunderschön auf der Aue » - chœur mixte à 4 voix
2. Récitatif : « Der Knabe saß hold auf der Mutter Schooß » - soprano et alto
3. Arie : « Sie küsste den Knaben herzlich » - soprano et alto
4. Duo : « Die Mutter erfreute das freudige Schweben » - soprano et alto, Allegro
5. Quatuor vocal : « Verborgen unter blumiger Hülle » - soprano, alto, ténor et basse
6. Duo : « Die ringelt' und raschelt' im Grase fort » - ténor et basse, Moderato
7. Schlußchor : « Wie welkt ein Blümchen im Morgenroth » - chœur mixte à 8 voix  a cappella, Andante

La troisième version est de 7 mesures plus courte (142 mesures). Dans le premier duo le soliste alto est remplacé par le soliste ténor.

## Discographie
Il n'y a pas encore d'enregistrement de cette cantate.

## Sources
- August Göllerich, Anton Bruckner: Ein Lebens- und Schaffens-Bild, c. 1922 1922 – édition posthume par Max Auer, G. Bosse, Ratisbonne, 1932
- Uwe Harten, Anton Bruckner: Ein Handbuch. Residenz Verlag, Salzbourg, 1996.  (ISBN 3-7017-1030-9)
- Anton Bruckner – Sämtliche Werke, Band XXII/1: Kantaten und Chorwerke I (1845-1855), Musikwissenschaftlicher Verlag der Internationalen Bruckner-Gesellschaft, Franz Burkhart, Rudolf H. Führer et Leopold Nowak (Éditeurs), Vienne, 1987 (Aussi sur IMSLP: Neue Gesamtausgabe, XXII/1. Kantaten und Chorwerke Teil 1: Nr. 1-5)
- Cornelis van Zwol, Anton Bruckner (1824-1896): Leven en werken, uitg. Thot, Bussum, Pays-Bas, 2012.  (ISBN 978-90-6868-590-9)
- Crawford Howie, Anton Bruckner: A documentairy biography, édition révisée en ligne